# غوستاين
غوستاين (بالإنجليزية: Gustine)‏ هي إحدى مدن مقاطعة ميرسيد، كاليفورنيا. تم إعطاءها لقب مدينة في 11 نوفمبر، 1915.

## التركيبة السكانية
حدّد مكتب تعداد الولايات المتحدة بيانات التركيبة السكانية لغوستاين في تعداد الولايات المتحدة. في ما يلي، التركيبة السكانية حسب تعدادي 2000 و2010.

### تعداد عام 2000
بلغ عدد سكان غوستاين 4,698 نسمة بحسب تعداد عام 2000، وبلغ عدد الأسر 1,683 أسرة وعدد العائلات 1,217 عائلة مقيمة في المدينة. في حين سجلت الكثافة السكانية 1,168.7 نسمة لكل كيلومتر مربع (3,026.9/ميل2). وبلغ عدد الوحدات السكنية 1,763 وحدة بمتوسط كثافة قدره 438.6 لكل كيلومتر مربع (1,136.0/ميل2).
وتوزع التركيب العرقي للمدينة بنسبة 72.26% من البيض و0.72% من الأمريكيين الأفارقة و0.98% من الأمريكيين الأصليين و1.51% من الأمريكيين ذوي الأصول الآسيوية و0.06% من سكان جزر المحيط الهادئ و18.97% من الأعراق الأخرى و5.49% من عرقين مختلطين أو أكثر و35.08% من الهسبانيون أو اللاتينيون من أي عرق.
بلغ عدد الأسر 1,683 أسرة كانت نسبة 39.2% منها لديها أطفال تحت سن الثامنة عشر تعيش معهم، وبلغت نسبة الأزواج القاطنين مع بعضهم البعض 56.3% من أصل المجموع الكلي للأسر، ونسبة 11.8% من الأسر كان لديها معيلات من الإناث دون وجود شريك، بينما كانت نسبة 4.2% من الأسر لديها معيلون من الذكور دون وجود شريكة وكانت نسبة 27.7% من غير العائلات. تألفت نسبة 24.7% من أصل جميع الأسر من عدة أفراد يعيشون في نفس المنزل ونسبة 15% كانت تتألف من شخص يعيش بمفرده يبلغ من العمر 65 عاماً أو أكثر. وبلغ متوسط حجم الأسرة المعيشية 2.79، أما متوسط حجم العائلات فبلغ 3.34.
بلغ العمر الوسطي للسكان 34.8 عاماً. وكانت نسبة 30.2% من القاطنين تحت سن الثامنة عشر، وكانت نسبة 8.2% بين الثامنة عشر والرابعة والعشرين عاماً، ونسبة 25.6% كانت واقعةً في الفئة العمرية ما بين الخامسة والعشرين والرابعة والأربعين عاماً، ونسبة 20% كانت ما بين الخامسة والأربعين والرابعة والستين، ونسبة 15.9% كانت ضمن فئة الخامسة والستين عاماً فما فوق. يوجد لكل 100 أنثى 94.9 ذكر، ويوجد لكل 100 أنثى في الثامنة عشر من عمرها فما فوق 88.8 ذكر.
بلغ متوسط دخل الأسرة في المدينة 38,824 دولارًا، أما متوسط دخل العائلة فبلغ 45,583 دولارًا. وكان متوسط دخل الذكور 35,920 دولارًا مقابل 22,149 دولارًا للإناث. وسجل دخل الفرد الخاص بالمدينة 16,821 دولارًا. وكانت نسبة 11.5% من العائلات ونسبة 16.9% من السكان تحت خط الفقر، وكان من هؤلاء نسبة 22.5% تحت سن الثامنة عشر ونسبة 15.4% في الخامسة والستين من العمر وما فوق.

### تعداد عام 2010
بلغ عدد سكان غوستاين 5,520 نسمة بحسب تعداد عام 2010، وبلغ عدد الأسر 1,879 أسرة وعدد العائلات 1,370 عائلة مقيمة في المدينة. في حين سجلت الكثافة السكانية 1,373.1 نسمة لكل كيلومتر مربع (3,556.3/ميل2). وبلغ عدد الوحدات السكنية 2,087 وحدة بمتوسط كثافة قدره 519.2 لكل كيلومتر مربع (1,344.7/ميل2).
وتوزع التركيب العرقي للمدينة بنسبة 70.20% من البيض و1.32% من الأمريكيين الأفارقة و0.98% من الأمريكيين الأصليين و1.72% من الأمريكيين ذوي الأصول الآسيوية و0.14% من سكان جزر المحيط الهادئ و21.58% من الأعراق الأخرى و4.06% من عرقين مختلطين أو أكثر و50.16% من الهسبانيون أو اللاتينيون من أي عرق.
بلغ عدد الأسر 1,879 أسرة كانت نسبة 40.3% منها لديها أطفال تحت سن الثامنة عشر تعيش معهم، وبلغت نسبة الأزواج القاطنين مع بعضهم البعض 54.6% من أصل المجموع الكلي للأسر، ونسبة 12.1% من الأسر كان لديها معيلات من الإناث دون وجود شريك، بينما كانت نسبة 6.3% من الأسر لديها معيلون من الذكور دون وجود شريكة وكانت نسبة 27.1% من غير العائلات. تألفت نسبة 23.3% من أصل جميع الأسر من عدة أفراد يعيشون في نفس المنزل ونسبة 12.5% كانت تتألف من شخص يعيش بمفرده يبلغ من العمر 65 عاماً أو أكثر. وبلغ متوسط حجم الأسرة المعيشية 2.94، أما متوسط حجم العائلات فبلغ 3.50.
بلغ العمر الوسطي للسكان 35.3 عاماً. وكانت نسبة 28.6% من القاطنين تحت سن الثامنة عشر، وكانت نسبة 8.7% بين الثامنة عشر والرابعة والعشرين عاماً، ونسبة 24.5% كانت واقعةً في الفئة العمرية ما بين الخامسة والعشرين والرابعة والأربعين عاماً، ونسبة 23.9% كانت ما بين الخامسة والأربعين والرابعة والستين، ونسبة 14.3% كانت ضمن فئة الخامسة والستين عاماً فما فوق. وتوزع التركيب الجنسي للسكان بنسبة 49.6% ذكور و50.4% إناث.